# Geng Wenqiang
Geng Wenqiang (Tongliao, 11 september 1995) is een Chinees skeletonracer.

## Carrière
Geng maakte zijn wereldbekerdebuut in het seizoen 2017/18 waar hij 23e werd. Het seizoen 2018/19 ging beter en hij werd 19e, in 2019/20 behaalde hij zijn beste resultaat met een 11e plaats tijdens dit seizoen werd hij op een wereldbekerwedstrijd gedeeld derde.
Hij nam in 2017 deel aan het wereldkampioenschap waar hij 21e werd. Twee jaar later in Whistler werd hij 17e individueel. Op het wereldkampioenschap 2020 werd hij individueel terug 21e en in het onderdeel gemengd team werd hij 15e.

## Resultaten

### Olympische Spelen
| Jaar | Plaats      | Resultaat |
| ---- | ----------- | --------- |
| 2018 | Pyeongchang | 13e       |

### Wereldkampioenschappen
| Jaar | Plaats    | Resultaat                        |
| ---- | --------- | -------------------------------- |
| 2017 | Königssee | 21e Individueel                  |
| 2019 | Whistler  | 17e Individueel                  |
| 2020 | Altenberg | 21e Individueel 15e Gemengd team |

### Wereldbeker
Eindklasseringen
| Seizoen   | Rang |
| --------- | ---- |
| 2017/2018 | 23e  |
| 2018/2019 | 19e  |
| 2019/2020 | 11e  |
| 2020/2021 | /    |
| 2021/2022 | 12e  |

Wereldbekerzeges
| Datum            | Plaats |
| ---------------- | ------ |
| 26 november 2021 | Igls   |